# Westrarchaea
Westrarchaea – rodzaj pająków z infrarzędu Araneomorphae i rodziny Malkaridae. Zalicza się do niego 3 opisane gatunki; wszystkie będące endemitami południowo-zachodniej części Australii Zachodniej.

## Morfologia
Pająki o ciele długości od 1 do 1,6 mm, ubarwionym kremowo lub żółto. Kształt karapaksu jest zaokrąglony w widoku grzbietowym i rombowaty w widoku bocznym. Jego części głowowa i tułowiowa są dobrze wyodrębnione. U samców część głowowa ma pośrodku wyraźne wcięcie. Ośmioro oczu rozmieszczonych jest w dwóch rzędach. Oczy bocznych par są perłowobiałe i stykają się. Oczy pary tylno-środkowej są perłowobiałe, szeroko rozstawione i znacznie oddalone od ciemnych oczu pary przednio-środkowej. Szczękoczułki mają na przedniej krawędzi trzy grupy tęgich zębów. W grupie PTA jest ich trzy lub cztery i stykają się one z pazurem jadowym. W grupie PTB ząb jest tylko jeden lub są dwa, a w grupie PTC są trzy. Samce części gatunków mają na szczękoczułkach poprzeczne listewki służące strydulacji. Warga dolna jest szersza niż długa, trójkątna w zarysie. Niewiele dłuższe niż szerokie sternum ma stępiony wierzchołek. Odnóża pierwszej pary nie mają na tylno-bocznej powierzchni uda rządku ząbków. Kolejność odnóży od pary najdłuższej do najkrótszej to: IV, I, II, III.
Opistosoma (odwłok) w widoku od góry jest podługowato-owalna, pozbawiona skutum. W rejonie postepigastrycznym obecne są skleryty, duże u samców, a małe u samic. Występują trzy pary dobrze wykształconych kądziołków przędnych. Tylna para przetchlinek leży tuż przed stożeczkiem i otoczona jest sklerytem kądziołków.
Nogogłaszczki samca cechują się łyżkowatym cymbium oraz dużym bulbusem z kolczastym embolusem wyrastającym u jego nasady i zakrzywiającym się wokół jego przedniej krawędzi. Paracymbium ma krótki wyrostek wewnętrzny i trzy wyrostki zewnętrzne: grzbietowy, brzuszny i kolcopodobny. Ponad bulbusem leży zesklerotyzowana, urzeźbiona płytka dystalna z dużą flanką i wykształconą w konduktor apofizą odsiebną. Samica ma płytkę płciową zaopatrzoną w parę grubościennych zbiorników nasiennych, od których to po jednym przewodzie zapładniającym wiedzie do jamy torebki kopulacyjnej.

## Taksonomia
Rodzaj ten wprowadzony został w 2006 roku przez Michaela Rixa, który jego gatunkiem typowym ustanowił Westrarchaea sinuosa. Rodzaj zaliczony został wówczas do Pararchaeidae. W 2017 roku Dimitar Dimitrow i współpracownicy na podstawie wyników analizy filogenetycznej przenieśli go do rodziny Malkaridae.
Do rodzaju tego zalicza się trzy opisane gatunki:
- Westrarchaea pusilla Rix, 2006
- Westrarchaea sinuosa Rix, 2006
- Westrarchaea spinosa Rix, 2006